# Texaco/Havoline 200 1990
Texaco/Havoline 200 1990 var ett race som var den fjortonde deltävlingen i PPG IndyCar World Series 1990. Racet kördes den 23 september på Road America. Michael Andretti fortsatte sin jakt på mästerskapsledande Al Unser Jr., genom att ta hand om sin andra raka seger. Precis som på Mid-Ohio kunde dock Unser ta en stabil placering, och med en fjärdeplats tappade han inte särskilt många poäng. Emerson Fittipaldi slutade tvåa, medan Rick Mears blev trea.

## Slutresultat
| Plats | Förare             | Team                   | Grid | Kvaltid  |
| ----- | ------------------ | ---------------------- | ---- | -------- |
| 1     | Michael Andretti   | Newman/Haas Racing     | 5    | 1.51,398 |
| 2     | Emerson Fittipaldi | Marlboro Team Penske   | 4    | 1.51,348 |
| 3     | Rick Mears         | Marlboro Team Penske   | 2    | 1.49,775 |
| 4     | Al Unser Jr.       | Galles-Kraco Racing    | 6    | 1.51,569 |
| 5     | Mario Andretti     | Newman/Haas Racing     | 3    | 1.50,434 |
| 6     | Arie Luyendyk      | Doug Shierson Racing   | 9    | 1.53,616 |
| 7     | Bobby Rahal        | Galles-Kraco Racing    | 7    | 1.52,543 |
| 8     | Roberto Guerrero   | Patrick Racing         | 12   | 1.54,593 |
| 9     | Eddie Cheever      | Chip Ganassi Racing    | 11   | 1.54,235 |
| 10    | Raul Boesel        | Truesports Co.         | 17   | 1.56,372 |
| 11    | Jon Beekhuis       | P.I.G. Racing          | 18   | 1.56,450 |
| 12    | Scott Goodyear     | Doug Shierson Racing   | 16   | 1.56,171 |
| 13    | Scott Brayton      | Dick Simon Racing      | 13   | 1.54,775 |
| 14    | Guido Daccò        | Nu-Tech Motorsports    | 23   | 2.01,673 |
| 15    | Dean Hall          | Dale Coyne Racing      | 21   | 1.59,052 |
| 16    | Danny Sullivan     | Marlboro Team Penske   | 1    | 1.49,682 |
| 17    | Mike Groff         | Euromotorsport         | 14   | 1.55,277 |
| 18    | Hiro Matsushita    | Dick Simon Racing      | 22   | 1.59,590 |
| 19    | Dominic Dobson     | Bruce Leven Racing     | 15   | 1.55,464 |
| 20    | A.J. Foyt          | A.J. Foyt Enterprises  | 20   | 1.58,513 |
| 21    | Randy Lewis        | Arciero Racing         | 25   | 2.07,621 |
| 22    | John Andretti      | Porsche Motorsports    | 10   | 1.53,926 |
| 23    | Jeff Wood          | Todd Walther Racing    | 23   | 1.59,719 |
| 24    | Michael Greenfield | Greenfield Competition | 19   | 1.57,839 |
| 25    | Teo Fabi           | Porsche Motorsports    | 8    | 1.53,541 |